# Werner Stocker
Werner Stocker (14 de agosto de 1961) es un deportista suizo que compitió en bobsleigh en la modalidad cuádruple. 
Participó en los Juegos Olímpicos de Calgary 1988, obteniendo una medalla de oro en la prueba cuádruple (junto con Ekkehard Fasser, Kurt Meier y Marcel Fässler). Ganó una medalla de bronce en el Campeonato Europeo de Bobsleigh de 1987.

## Palmarés internacional
| Juegos Olímpicos   | Juegos Olímpicos  | Juegos Olímpicos  | Juegos Olímpicos |
| Año                | Lugar             | Medalla           | Prueba           |
| ------------------ | ----------------- | ----------------- | ---------------- |
| 1988               | Calgary (Canadá)  | Medalla de oro    | Cuádruple        |
| Campeonato Europeo |                   |                   |                  |
| Año                | Lugar             | Medalla           | Prueba           |
| 1987               | Cervinia (Italia) | Medalla de bronce | Cuádruple        |